# ويد مور
ويد مور (بالإنجليزية: Wade Moore)‏ هو مدير فني أمريكي، ولد في 14 يونيو 1876 في مقاطعة فرانكلن في الولايات المتحدة، وتوفي في 14 يونيو 1956.